# Уилсон, Мюррей
Мюррей Чарльз Уилсон (англ. Murray Charles Wilson; род. 7 ноября 1951, Торонто) — бывший канадский хоккеист, игравший на позиции центрального нападающего, четырёхкратный обладатель Кубка Стэнли в составе «Монреаль Канадиенс»  (1973, 1976, 1977, 1978). Старший брат хоккеиста Дага Уилсона.

## Игровая карьера
На молодёжном уровне в течение четырёх сезонов играл за команду «Оттава Сиксти Севенс», где три сезона подряд зарабатывал более 45 и более очков за сезон. По окончании сезона на драфте НХЛ 1971 года был выбран в 1-м раунде под общим 11-м номером клубом «Монреаль Канадиенс».
После выбора на драфте был переведён в фарм-клуб «Канадиенс» «Нова-Скотия Вояжерс», в котором продолжил карьеру, отыграв целый сезон.
Дебютировал в НХЛ за «Канадиенс» в сезоне 1972/73, в конце которого вместе с командой выиграл Кубок Стэнли. Он играл за «Канадиенс» следующие пять сезонов, в которых были выиграны три Кубка Стэнли подряд в 1976, 1977 и 1978 годах. При этом Уилсон пропустил большую часть сезона 1977/1978 гг. из-за восстановления после операции на пояснице, но его было внесено на Кубок по запросу клуба.
По окончании сезона был обменян в «Лос-Анджелес Кингз», где отыграв целый сезон завершил карьеру игрока.

## Семья
Его младший брат Даг Уилсон играл в НХЛ за «Чикаго Блэкхокс» и «Сан-Хосе Шаркс», а с 2003 по 2022 годы был генеральным менеджером «Шаркс».